# Браун, Барри
Барри Браун (около 1962, Ямайка — 29 мая 2004, Кингстон, Ямайка) — ямайский певец в стиле регги, впервые получивший известность в 1970-х годах благодаря работе с продюсером Банни Ли и остававшийся популярным на протяжении всей своей карьеры.

## Биография
Барри Браун - ямайский исполнитель в стиле регги, добившихся успеха в 1970-х годах под руководством известного продюсера Банни "Страйкера" Ли. После краткосрочной работы с группой под названием The Aliens с Родом Тейлором и Джонни Ли Браун решил заняться сольной карьерой. Хотя его первый релиз «Girl You’re Always on My Mind» не имел большого успеха, его вокальный стиль вскоре обрел популярность: его первый хит-сингл «Step It Up Youthman» 1979 года, позднее стал заглавным на одноимённом альбоме, вышедшем на лейбле Paradise Records. Являясь одним из наиболее успешных артистов эпохи раннего дэнсхолла, Браун работал с некоторыми ведущими продюсерами Ямайки того времени, включая Линвала Томпсона, Уинстона «Niney The Observer» Холнесса, Шугара Минотта и Коксона Додда, а также выпускал материал собственного производства. . Он записывался для Studio One в 1983 году, включая Far East . После выпуска одиннадцати альбомов в период с 1979 по 1984 годы релизы Брауна стали выходить реже, хотя его работа продолжала занимать видное место в духовно настроенных регги саунд системах, таких как система Jah Shaka, который регулярно ставил мелодии Scientist и King Tubby Separation., Step it up Youthman, Enter the Kingdom of Zion и его кавер-версия на песню Джонни Кларка Cool Down Your Temper, которую Барри Браун назвал Cool Pon Your Corner и Natty Roots Man, вокал которой частично основан на треке Джонни Кларка Enter into His Gates With Praise. Даб версия трека представляет собой переработку джазового стандарта Take Five с Томми Маккуком на флейте. Некоторые из этих треков были собраны Стивом Бэрроу и выпущены на лейбле Blood and Fire .
В 1990-х годах здоровье Брауна сильно ухудшилось, он страдал от астмы, а также злоупотреблял психоактивными веществами. Он умер в мае 2004 года в студии звукозаписи Sone Waves в Кингстоне, Ямайка, после того как ударился головой при падении.

## Дискография
- - Stand Firm (1978), Justice
  - Step It Up Youthman (1979), Paradise
  - Cool Pon Your Corner (1979), Trojan
  - Superstar (1979), Striker Lee/Jackpot
  - I’m Not So Lucky (1980), Black Roots
  - Prince Jammy (AKA King Jammy) Presents Barry Brown Showcase (1980), Jammy’s/Micron
  - Showcase (1980), Third World
  - Artist of the 80’s (1980), TR International
  - Vibes of Barry Brown (1981), Gorgon
  - Far East (1982), Channel One Studios
  - Barry (1982), Vista Sounds — reissued as The Best of Barry Brown (1995), JA Classics
  - I’m Still Waiting (1983), Rocktone Records
  - Showdown Vol 1 (1984), Empire/Hitbound — with Little John
  - Roots & Culture (1984), Uptempo — with Willi Williams
  - Right Now (1984), Time
  - More Vibes Of Barry Brown Along With Stama Rank (1986), King Culture — with Stama Rank
  - Same Sound (1990)
  - Reggae Heights (2003), Mafia & Fluxy

Сборники
- - The Best of Barry Brown (1984), Culture Press
  - Barry Brown, Thompson Sound
  - Mr Moneyman (1991), Lagoon
  - Barry Brown & Johnny Clarke Sings Roots & Culture (1992), Fatman — with Johnny Clarke
  - Love & Protection (1998), Prestige
  - Showcase : Midnight Rock at Channel One Studios (1999), Abraham
  - Barry Brown Meets Cornell Campbell (2000), Culture Press
  - Platinum — the Greatest Hits (2001)
  - Roots And Culture (2002), Studio One (record label)
  - Roots Ina Greenwich Farm (2002), Cactus — with Johnny Clarke
  - Steppin Up Dub Wise (2003), Jamaican Recordings
  - Rich Man Poor Man (2003), Moll Selekta
  - At King Tubbys Studio (2007), Attack
  - Barry Brown in Dub (2010), Black Arrow